# Кировский сельсовет (Новосибирская область)
Кировский сельсовет — сельское поселение в Тогучинском районе Новосибирской области Российской Федерации.
Административный центр — село Березиково.

## История
Статус и границы сельского поселения установлены Законом Новосибирской области от 2 июня 2004 года № 200-ОЗ «О статусе и границах муниципальных образований Новосибирской области»

## Население
| 2002  | 2010  | 2012  | 2013  | 2014  | 2015  | 2016  |
| ----- | ----- | ----- | ----- | ----- | ----- | ----- |
| 3013  | ↘2691 | ↘2619 | ↘2611 | ↘2592 | ↘2553 | ↘2527 |
| 2017  | 2018  | 2019  | 2020  | 2021  |       |       |
| ↘2493 | ↘2467 | ↘2420 | ↘2379 | ↘2336 |       |       |

## Состав сельского поселения
| № | Населённый пункт | Тип населённого пункта       | Население |
| - | ---------------- | ---------------------------- | --------- |
| 1 | Березиково       | село, административный центр | ↘983      |
| 2 | Гремячинский     | посёлок                      | ↘285      |
| 3 | Зверобойка       | населённый пункт             | →0        |
| 4 | Курундус         | железнодорожная станция      | ↘874      |
| 5 | Кучаниха         | посёлок                      | ↘121      |
| 6 | Придолинный      | посёлок                      | ↘161      |
| 7 | Смирновка        | посёлок                      | ↘267      |